# Richard Mead
Richard Mead (ur. 11 sierpnia 1673 w Stepney, zm. 16 lutego 1754 w Londynie) – angielski lekarz. Jego praca o występowaniu chorób zakaźnych i ich zapobieganiu, A Short Discourse concerning Pestilential Contagion, and the Method to be used to prevent it, wydana w 1720 roku, ma historyczną wartość dla zrozumienia mechanizmów chorób zakaźnych.

## Życiorys
Richard Mead urodził się w londyńskiej dzielnicy Stepney. Był jedenastym (z trzynastu) dzieci duchownego Matthew Meada (1630–1699). Początkowe nauczanie pobierał w domu, u ojca i u prywatnych nauczycieli. W 1689 roku wstąpił na uniwersytet w Utrechcie, gdzie studiował literaturę klasyczną pod kierunkiem Johanna Graeviusa. W 1692 roku przeniósł się na studia medyczne do uniwersytetu w Lejdzie. Tam uczęszczał na wykłady Paula Hermanna  i Archibalda Pitcairne'a. W 1695 przeniósł się do Uniwersytetu Padewskiego, gdzie 16 sierpnia tego samego roku uzyskał doktorat z filozofii i medycyny. 

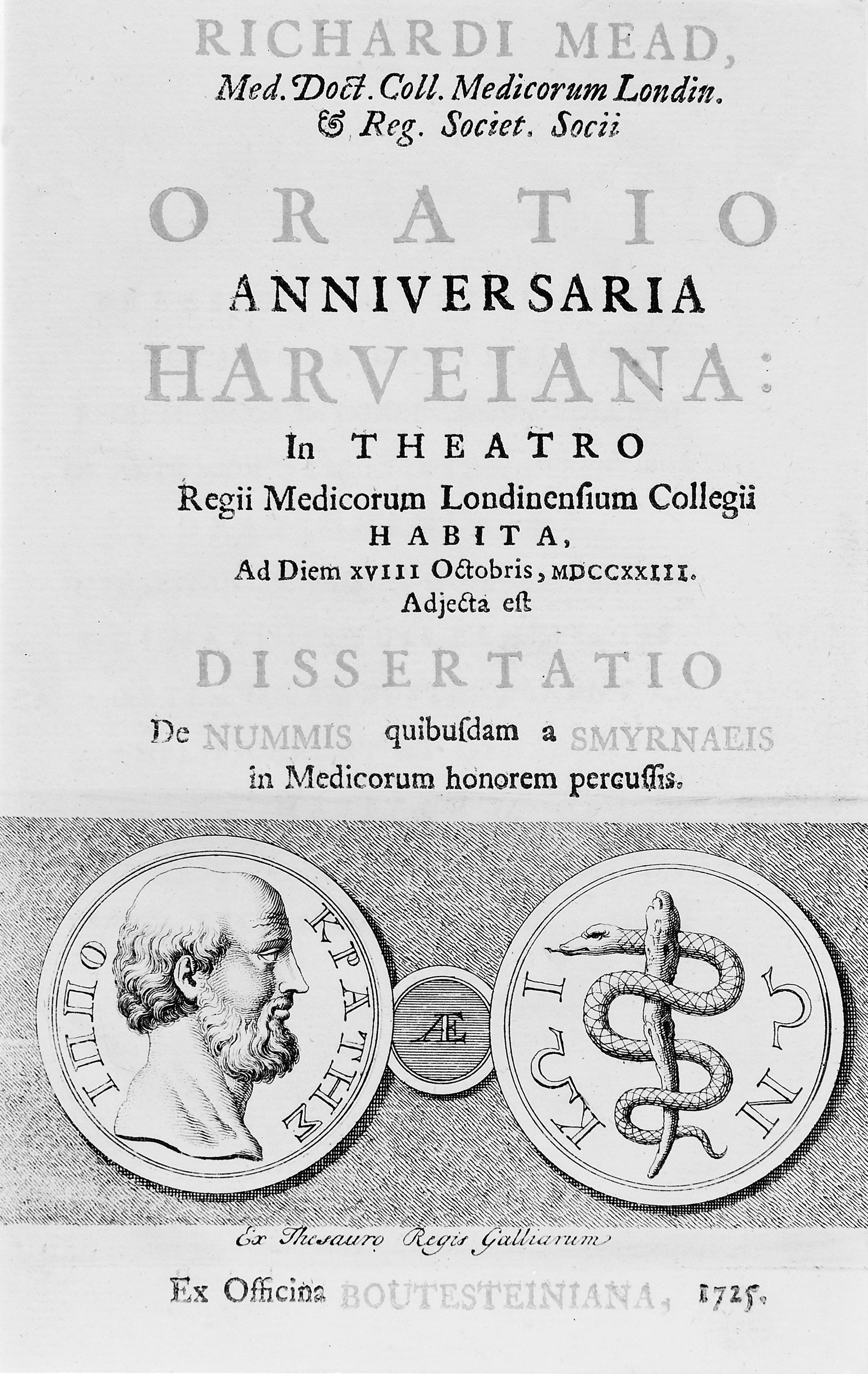
Oratio Harveiana

Był kolekcjonerem malarstwa, rzadkich ksiąg, drogich kamieni i preparatów zoologicznych. Okazy te udostępniał do celów badawczych w bibliotece swojego domu przy zbiegu ulic Great Ormond Street i Powis Place w Bloomsbury, dzielnicy Londynu. W tym miejscu umiejscowiony został później szpital dziecięcy Great Ormond Street Hospital.
Mead pobierał od ludzi zamożnych wysokie honoraria, osoby biedne leczył za darmo. Jego roczny dochód oceniano na 7 tysięcy funtów szterlingów. Zachował się katalog jego kolekcji, która została sprzedana na aukcji 11 marca 1755 i dniach następnych. Kolekcję tę sprzedano za sumę 10 550 funtów i 17 szylingów (obecnie około 2 200 000 dolarów amerykańskich).
Wiejska posiadłość Meada znajdowała się w Old Windsor w hrabstwie Berkshire. Mead został pochowany w Temple Church w Londynie, jego pomnik znajduje się w Opactwie Westminsterskim, popiersie wykonał Peter Scheeremaker.
Mead był dwukrotnie żonaty, z pierwszą żoną miał dziesięcioro dzieci, z których troje dożyło wieku dojrzałego.

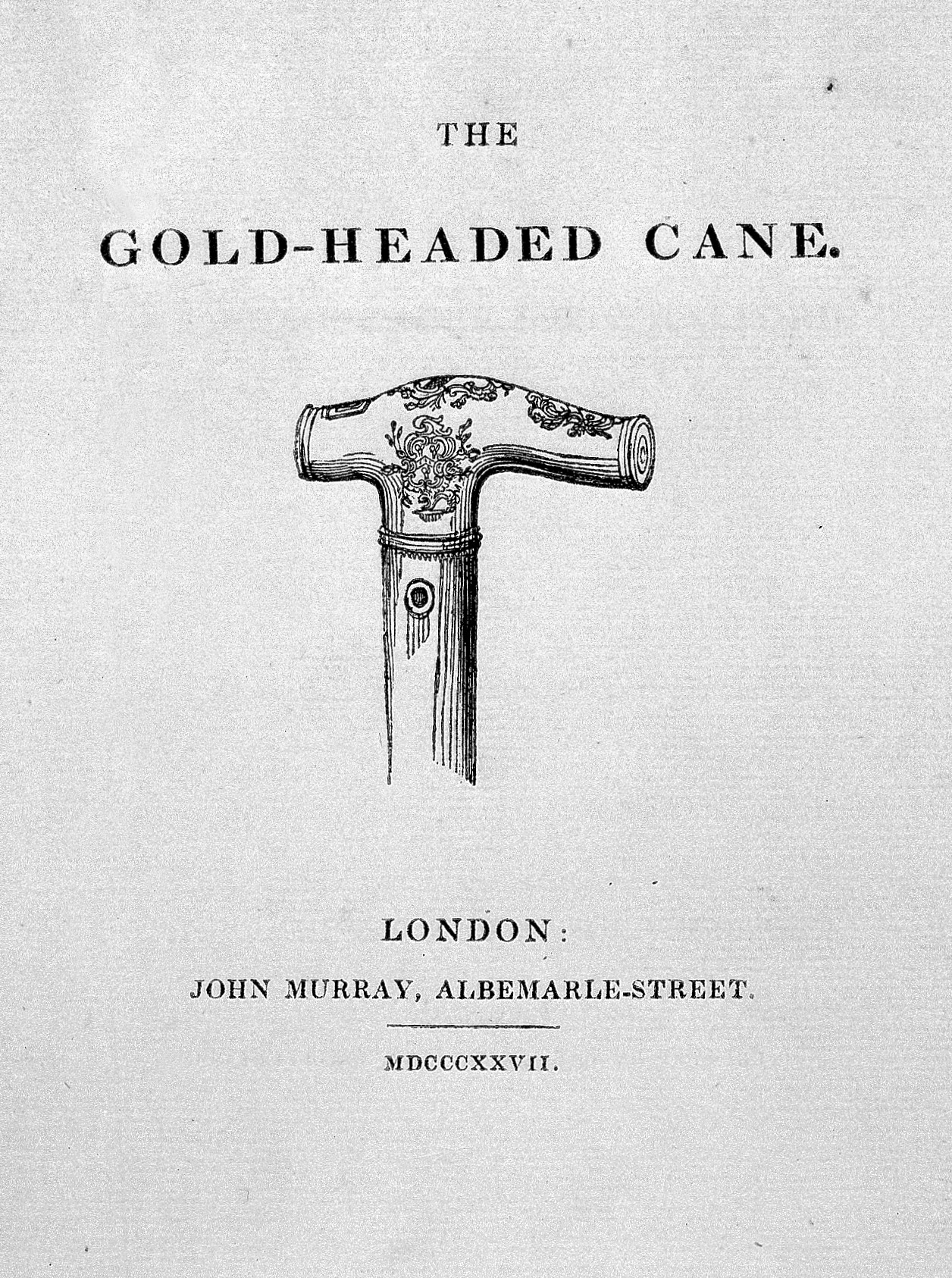
Laska ze złotą rękojeścią

## Praca zawodowa
Po ukończeniu studiów, Mead powrócił w 1696 roku do Londynu, gdzie rozpoczął udaną praktykę lekarską. Jego pacjentami byli m.in. królowa Anna i Isaac Newton. W roku 1727 został lekarzem króla Jerzego II, którego leczył już wcześniej, gdy ten był księciem Walii.
W 1703 został przyjęty do Royal Society, w 1706 został wybrany do Rady Towarzystwa, a w 1717 roku został jego wiceprezydentem. 
Pracę w szpitalu św. Tomasza w Londynie rozpoczął 5 maja 1703 roku. Członkiem Royal College of Physicians został jednak dopiero 25 czerwca 1708 roku, po uprzednim otrzymaniu, 4 grudnia 1707 roku dyplomu lekarza na Uniwersytecie w Oxfordzie. Osoby studiujące medycynę za granicą nie mogły bowiem zostać przyjęte do Towarzystwa.

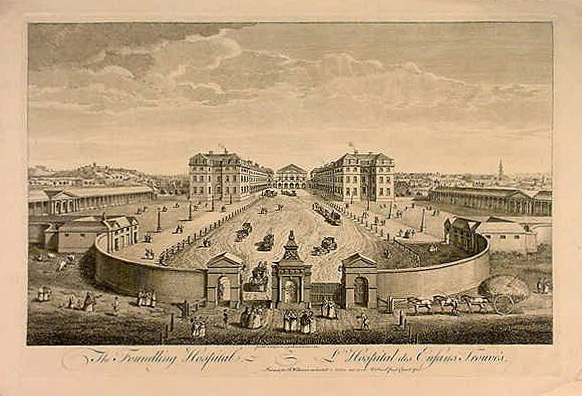
Szpital Foundling w XVIII wieku

Mead był bardzo zainteresowany anatomią. Od 1711 roku był przez cztery lata wykładowcą anatomii w Towarzystwie Cyrulików i Chirurgów.
Mead przyjaźnił się z doktorem Johnem Radcliffem, który był uznany za największy autorytet medyczny w kraju. Po śmierci Radcliffa w 1714 roku Mead przejął tę rolę i jego pacjentów, i symboliczną laskę ze szczerozłotą rękojeścią. 
W zakresie psychiatrii prezentował przekonanie, że tak zwane opętanie przez demony było przejawem jednej z chorób psychicznych. Wyraził to w książce: Medica Sacra: komentarz o najważniejszych chorobach wspomnianych w Biblii.
Mead brał udział w utworzeniu szpitala dziecięcego Foundling Hospital, był jednym z jego dyrektorów i doradców. Foundling Hospital był raczej przytułkiem dla opuszczonych dzieci niż szpitalem w dzisiejszym rozumieniu. Jednak dzięki staraniom Meada wyposażony został w izbę chorych i aptekę. 
Mead był wolnomularzem, nie wiadomo jednak, do jakiej należał loży.

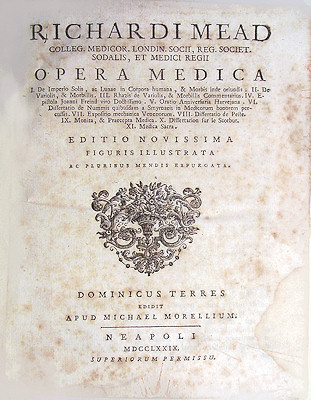
Richard Mead: Dzieła wszystkie

## Publikacje
- 1702 Pierwszą publikacją Meada była wydana w 1702 roku książka o naturze trucizn (Mechanical Account of Poisons)[17].
- 1703 Jego praca Acarus Scabiei o naturze świerzbu ukazała się  Philosophical Transactions of the Royal Society[18].
- 1704 Traktat Luminaries in medicine: Richard Mead, James Gibbs, and solar and lunar effects on the human body in early modern England[19][20][b]
- 1720 Traktat A Short Discourse Concerning Pestilential Contagion, and the Methods to prevent it. Praca ta zawiera nowe podejście do przyczyn i leczenia chorób zakaźnych, była podstawą do wprowadzenia postępowania epidemiologicznego[1]. Do 1744 roku ukazało się 9 wydań[21].
- 1722 A Discourse on the Plague[22]
- 1724 Oratio Anniversaria Harveiana[23]
- 1747 De variolis et morbillis dissertatio[24][25]
- 1749 A Discourse on the Scurvy[26]
- 1749 Medica Sacra or a Commentary on the Most Remarkable Diseases Mentioned in the Holy Scriptures[15]
- 1752 Monita et praecepta medica (Wskazówki i reguły medyczne)[27]